# Suraj Sharma
Suraj Sharma (født 21. marts 1993) er en indisk skuespiller, der fik sin debut i Life of Pi-filmen. Filmen blev instrueret af Ang Lee, og blev tilpasset fra romanen af samme navn, og Sharma opnåede kritikerros såvel som en BAFTA Rising Star Award-nomination. I 2014 portrætterede han Aayan Ibrahim i sæson 4 af Showtime-serien Homeland. Fra 2018 til 2020 medvirkede han som Rakesh Singh i CBS komedie-drama serie God Friended Me.